# David Morrell
David Morrell (Kitchener, 24 april 1943) is een Canadees-Amerikaans auteur.
Hij is het meest bekend van zijn debuutroman De achtervolging (Eng.: First Blood). Hieruit zou later de succesvolle filmreeks Rambo ontstaan. Hij heeft meer dan 28 romans geschreven die in 26 talen zijn vertaald.

## Filmografie
Enkele romans van David Morrell zijn verfilmd:
- De achtervolging (Rambo) is in 1982 verfilmd als Rambo: First Blood met in de hoofdrollen Sylvester Stallone en Brian Dennehy
- Rambo: naar een scenario van Sylvester Stallone en James Cameron is in 1985 verfilmd als Rambo: First Blood Part II met in de hoofdrollen Sylvester Stallone en Charles Napier
- Rambo III: gebaseerd op het scenario van Sylvester Stallone en Sheldon Lettich is in 1988 verfilmd als Rambo III met in de hoofdrollen Sylvester Stallone en Kurtwood Smith
- Broederschap van de roos als Brotherhood of the Rose verfilmd met in de hoofdrollen Peter Strauss en Robert Mitchum